# Quinto Vicentino
Quinto Vicentino – miejscowość i gmina we Włoszech, w regionie Wenecja Euganejska, w prowincji Vicenza.
Według danych na rok 2004 gminę zamieszkiwało 4638 osób, 272,8 os./km².